# Mouvement dans un champ central symétrique
L'étude du mouvement dans un champ central symétrique correspond à la généralisation en mécanique quantique du problème à deux corps de la mécanique classique. Ce dernier est un modèle théorique important, notamment en astronomie où il permet de comprendre le mouvement des planètes autour du Soleil (ou d'une autre étoile), ou encore celui des satellites artificiels, au moins en première approximation. Il s'agit d'étudier le mouvement relatif de deux corps (de positions notées M1 et M2) supposés ponctuels (faibles dimensions devant les distances qui les séparent), de masses m1 et m2, interagissant par l'intermédiaire d'une force conservative ne dépendant que de la distance r entre ces deux corps, et dirigée suivant la direction (M1M2), le système global étant considéré comme isolé.
Les principaux résultats obtenus sont alors les suivants:
- Réduction à un problème à un corps : il est possible de séparer le mouvement du centre de masse, rectiligne et uniforme, de celui d'une particule dite fictive, de masse {\displaystyle m_{u}={\frac {m_{1}m_{2}}{m_{1}+m_{2}}}} (masse réduite du système), qui se déplace dans le potentiel central V(r) dont dérive la force d'interaction entre les deux corps, dans le référentiel barycentrique. Les trajectoires réelles des deux corps dans ce référentiel sont homothétiques de celles de la particule fictive.

- Planéité de la trajectoire : elle découle de la conservation du moment cinétique total du système, elle-même liée au caractère central du champ. On est alors ramené à un problème à deux degrés de liberté.

- Équivalence à un problème unidimensionnel : la conservation de l'énergie mécanique combinée à celle du moment cinétique de la particule fictive permet de se ramener, en coordonnées cylindro-polaires (r,θ), à un problème unidimensionnel d'une particule fictive se déplaçant dans un potentiel effectif {\displaystyle U_{eff}(r)=V(r)+{\frac {L^{2}}{2\mu r^{2}}}} (L étant la valeur du moment cinétique), avec r>0.

En mécanique quantique, cette situation peut également être envisagée : un exemple important est celui de l'atome d'hydrogène. Il est possible montrer que chacun des résultats classiques précédents a son "pendant" quantique. L'objet de cet article est de mettre en évidence les principales propriétés du problème à deux corps en mécanique quantique dans le cas général du mouvement dans un champ central symétrique, c'est-à-dire un potentiel d'interaction entre les particules qui ne dépend que de leur distance.

## Hamiltonien du système - introduction de la particule fictive
Le hamiltonien du système de deux particules en interaction par un potentiel central symétrique s'écrit (avec {\displaystyle r=\left|{\vec {r}}_{1}-{\vec {r}}_{2}\right|}) :
{\displaystyle {\widehat {\mathbf {\mathit {H}} }}={\frac {{\widehat {\mathbf {p} }}_{1}^{2}}{2m_{1}}}+{\frac {{\widehat {\mathbf {p} }}_{2}^{2}}{2m_{2}}}+V(r)}, (1).
Comme en mécanique classique il est possible d'introduire deux observables correspondant d'une part au mouvement du centre d'inertie du système et d'autre part au mouvement relatif (particule fictive):
{\displaystyle {\widehat {\vec {R_{C}}}}\equiv {\frac {m_{1}{\widehat {\vec {r}}}_{1}+m_{2}{\widehat {\vec {r}}}_{2}}{m_{1}+m_{2}}}}, (2),
et {\displaystyle {\widehat {\vec {r}}}={\widehat {\vec {r}}}_{1}-{\widehat {\vec {r}}}_{2}}, (3).
À ces deux observables, il est possible d'associer deux opérateurs impulsions correspondants, notés {\displaystyle {\widehat {\mathbf {P} }}_{C}} et {\displaystyle {\widehat {\mathbf {p} }}}, le centre d'inertie se voyant attribuer la masse totale {\displaystyle m_{T}=m_{1}+m_{2}} du système, et la particule fictive la masse réduite {\displaystyle \mu ={\frac {m_{1}m_{2}}{m_{T}}}}. En effet d'après les définitions (1) et (2) précédentes il vient :
{\displaystyle m_{T}{\widehat {\vec {R_{C}}}}=m_{1}{\widehat {\vec {r}}}_{1}+m_{2}{\widehat {\vec {r}}}_{2}}, par suite {\displaystyle {\widehat {\mathbf {P} }}_{C}={\widehat {\mathbf {p} }}_{1}+{\widehat {\mathbf {p} }}_{2}}, (4).
Par ailleurs l'inversion des formules précédentes (2) et (3) donne :
{\displaystyle {\begin{cases}{\widehat {\vec {r}}}_{1}={\widehat {\vec {R_{C}}}}+\displaystyle {\frac {\mu }{m_{1}}}{\widehat {\vec {r}}}{\text{  ,  (2bis)}}\\{\widehat {\vec {r}}}_{2}={\widehat {\vec {R_{C}}}}-\displaystyle {\frac {\mu }{m_{2}}}{\widehat {\vec {r}}}{\text{  ,  (3bis)}}\end{cases}}},
d'où il vient l'expression des opérateurs impulsion:
{\displaystyle {\begin{cases}{\widehat {\mathbf {p} }}_{1}=\displaystyle {\frac {m_{1}}{m_{T}}}{\widehat {\mathbf {P} }}_{C}+{\widehat {\mathbf {p} }}\\{\widehat {\mathbf {p} }}_{2}=\displaystyle {\frac {m_{2}}{m_{T}}}{\widehat {\mathbf {P} }}_{C}-{\widehat {\mathbf {p} }}\end{cases}}},
par suite il vient finalement l'expression : {\displaystyle {\widehat {\mathbf {p} }}={\frac {m_{2}{\widehat {\mathbf {p} }}_{1}-m_{1}{\widehat {\mathbf {p} }}_{2}}{m_{T}}}}, (5).
Pour vérifier que les opérateurs définis par les relations(4) et (5) correspondent bien à ceux de l'impulsion du centre d'inertie et de la particule fictive dont les observables de positions sont définies par (2) et (3), il convient de s'assurer que les relations de commutations entre les composantes selon le même axe de la position et de l'impulsion soient bien identiques aux relations canoniques: {\displaystyle \left[{\widehat {\mathbf {x} }}_{1},{\widehat {\mathbf {p} }}_{1x}\right]=\left[{\widehat {\mathbf {x} }}_{2},{\widehat {\mathbf {p} }}_{2x}\right]=i\hbar } .
En notant respectivement {\displaystyle {\widehat {\mathbf {x} }}_{C}} et {\displaystyle {\widehat {\mathbf {p} }}_{Cx}} d'une part, {\displaystyle {\widehat {\mathbf {x} }}} et {\displaystyle {\widehat {\mathbf {p} }}_{x}}, d'autre part, les composantes suivant x des opérateurs position et impulsion du centre d'inertie et de la particule fictive, il vient d'après les formule (2) à (5) et en utilisant les relations de commutation canoniques:
{\displaystyle {\begin{aligned}\left[{\widehat {\mathbf {x} }}_{C},{\widehat {\mathbf {p} }}_{Cx}\right]=&\left[{\frac {m_{1}{\widehat {\mathbf {x} }}_{1}+m_{2}{\widehat {\mathbf {x} }}_{2}}{m_{T}}},{\widehat {\mathbf {p} }}_{1x}+{\widehat {\mathbf {p} }}_{2x}\right]\\&={\frac {1}{m_{T}}}\left(m_{1}\left[{\widehat {\mathbf {x} }}_{1},{\widehat {\mathbf {p} }}_{1x}\right]+m_{2}\left[{\widehat {\mathbf {x} }}_{2},{\widehat {\mathbf {p} }}_{1x}\right]+m_{1}\left[{\widehat {\mathbf {x} }}_{1},{\widehat {\mathbf {p} }}_{2x}\right]+m_{2}\left[{\widehat {\mathbf {x} }}_{2},{\widehat {\mathbf {p} }}_{2x}\right]\right)\\&={\frac {1}{m_{T}}}\left(m_{1}i\hbar +0+0+m_{2}i\hbar \right)=i\hbar \end{aligned}}} ,
{\displaystyle {\begin{aligned}\left[{\widehat {\mathbf {x} }},{\widehat {\mathbf {p} }}_{x}\right]=&\left[{\widehat {\mathbf {x} }}_{1}-{\widehat {\mathbf {x} }}_{2},{\frac {m_{2}{\widehat {\mathbf {p} }}_{1x}-m_{1}{\widehat {\mathbf {p} }}_{2x}}{m_{T}}}\right]\\&={\frac {1}{m_{T}}}\left(m_{2}\left[{\widehat {\mathbf {x} }}_{1},{\widehat {\mathbf {p} }}_{1x}\right]+m_{1}\left[{\widehat {\mathbf {x} }}_{2},{\widehat {\mathbf {p} }}_{2x}\right]-m_{2}\left[{\widehat {\mathbf {x} }}_{2},{\widehat {\mathbf {p} }}_{1x}\right]-m_{1}\left[{\widehat {\mathbf {x} }}_{1},{\widehat {\mathbf {p} }}_{2x}\right]\right)\\&={\frac {1}{m_{T}}}\left(m_{2}i\hbar +m_{1}i\hbar -0-0\right)=i\hbar \end{aligned}}},
et comme il est par ailleurs évident que tous les autres commutateurs entre mêmes opérateurs ou impliquant des composantes distinctes sont nuls, les observables définies par les relations (2) à (5) sont bien ceux de deux particules fictives distinctes.
Le hamiltonien (1) peut alors être exprimé en fonction de ces nouvelles observables. En élevant au carré les relations (4) et (5) et en tenant compte du fait que les commutateurs entre toutes les composantes de {\displaystyle {\widehat {\mathbf {p} }}_{1}} et {\displaystyle {\widehat {\mathbf {p} }}_{2}} sont évidemment nuls, il vient :
{\displaystyle {\widehat {\mathbf {P} }}_{C}^{2}={\widehat {\mathbf {p} }}_{1}^{2}+{\widehat {\mathbf {p} }}_{2}^{2}+2{\widehat {\mathbf {p} }}_{1}{\widehat {\mathbf {p} }}_{2}},
et {\displaystyle {\frac {m_{T}}{\mu }}{\widehat {\mathbf {p} }}^{2}={\frac {m_{2}}{m_{1}}}{\widehat {\mathbf {p} }}_{1}^{2}+{\frac {m_{1}}{m_{2}}}{\widehat {\mathbf {p} }}_{2}^{2}-2{\widehat {\mathbf {p} }}_{1}{\widehat {\mathbf {p} }}_{2}},
soit en soustrayant membre à membre et en réarrangeant :
{\displaystyle {\frac {{\widehat {\mathbf {P} }}_{C}^{2}}{m_{t}}}+{\frac {{\widehat {\mathbf {p} }}^{2}}{\mu }}={\frac {{\widehat {\mathbf {p} }}_{1}^{2}}{m_{1}}}+{\frac {{\widehat {\mathbf {p} }}_{2}^{2}}{m_{2}}}}.
Finalement, le hamiltonien (1) peut s'exprimer comme la somme de deux hamiltoniens indépendants : {\displaystyle {\widehat {\mathbf {H} }}={\widehat {\mathbf {H} }}_{C}+{\widehat {\mathbf {H} }}_{r}}, avec:
- {\displaystyle {\widehat {\mathbf {H} }}_{C}={\frac {{\widehat {\mathbf {P} }}_{C}^{2}}{2m_{T}}}}, qui correspond au hamiltonien d'une particule libre, affectée de la masse totale du système,
- et {\displaystyle {\widehat {\mathbf {H} }}_{r}={\frac {{\widehat {\mathbf {p} }}^{2}}{2\mu }}+V(r)}, qui correspond au hamiltonien d'une seule particule de masse μ évoluant dans le potentiel central V(r).

Il est facile de vérifier que {\displaystyle \left[{\widehat {\mathbf {H} }}_{C},{\widehat {\mathbf {H} }}_{r}\right]=0} et par suite il est possible de séparer l'étude du mouvement (trivial) du centre d'inertie de celui de la particule fictive. Le retour aux particules "réelles" est aisé en utilisant les relations d'inversion (2bis) et (3bis). Par suite en mécanique quantique comme en mécanique classique il y a la séparation entre le mouvement du centre d'inertie et celui de la particule fictive.

## Séparation des variables radiales et angulaires
Dans la suite, seul le mouvement de la particule fictive de hamiltonien {\displaystyle {\widehat {\textbf {H}}}_{r}} est étudié, en se plaçant en représentation position. Le hamiltonien étant indépendant du temps, l'étude quantique se ramène à la résolution de l'équation de Schrödinger indépendante du temps pour la fonction d'onde {\displaystyle \psi \left({\vec {r}}\right)}: {\displaystyle {\widehat {\textbf {H}}}_{r}\psi \left({\vec {r}}\right)=E\psi \left({\vec {r}}\right)}, soit de façon explicite:
{\displaystyle \left[-{\frac {\hbar ^{2}\Delta }{2\mu }}+\left(V(r)-E\right)\right]\psi \left({\vec {r}}\right)=0}, (6).

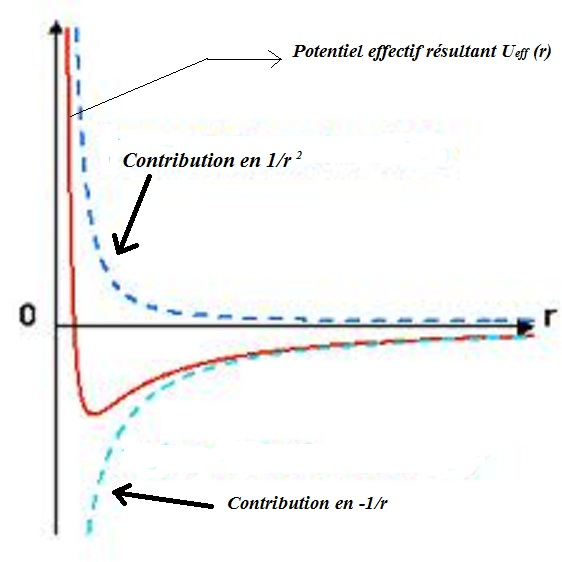
Exemple de potentiel effectif dans le cas du champ coulombien attractif. L'effet de la barrière centrifuge se fait sentir à courte distance et l'emporte à courte distance sur le champ attractif.

Vue l'invariance par rotation autour de l'origine des coordonnées, il est judicieux de se placer en coordonnées sphériques {\displaystyle (r,\theta ,\phi )}, pour lesquelles le laplacien s'écrit :
{\displaystyle \Delta ={\frac {1}{r}}{\frac {\partial ^{2}}{\partial r^{2}}}(r.)+{\frac {1}{r^{2}\sin {\theta }}}\left[{\frac {\partial }{\partial \theta }}\left(\sin {\theta }{\frac {\partial (.)}{\partial \theta }}\right)+{\frac {1}{\sin {\theta }}}{\frac {\partial ^{2}(.)}{\partial \phi ^{2}}}\right]}, (6bis),

or l'opérateur carré du moment cinétique orbital de la particule en représentation position et en coordonnées sphériques s'écrit :
{\displaystyle {\widehat {\textbf {L}}}^{2}=-\hbar ^{2}{\frac {1}{\sin {\theta }}}\,\left[{\frac {\partial }{\partial \theta }}\left(\sin {\theta }{\frac {\partial (.)}{\partial \theta }}\right)+{\frac {1}{\sin {\theta }}}{\frac {\partial ^{2}(.)}{\partial \phi ^{2}}}\right]},
par suite l'opérateur laplacien en coordonnées sphériques peu se mettre sous la forme :
{\displaystyle \Delta ={\frac {1}{r}}{\frac {\partial ^{2}}{\partial r^{2}}}(r.)-{\frac {{\widehat {\textbf {L}}}^{2}}{\hbar ^{2}r^{2}}}},,
et l'équation de Schrödinger (6) devient ainsi :
{\displaystyle \left[-{\frac {\hbar ^{2}}{2\mu r}}{\frac {\partial ^{2}}{\partial r^{2}}}(r.)+{\frac {{\widehat {\textbf {L}}}^{2}}{2\mu r^{2}}}+\left(V(r)-E\right)\right]\psi \left(r,\theta ,\phi \right)=0}, (7).
Par suite, il y a séparation des variables radiale et angulaires (ces dernières étant "contenues" dans l'opérateur {\displaystyle {\widehat {\textbf {L}}}^{2}} dans l'équation de Schrödinger). Les états propres sont donc ceux commun aux opérateurs {\displaystyle {\widehat {\textbf {L}}}^{2}}, {\displaystyle {\widehat {\textbf {L}}}_{z}}, et {\displaystyle {\widehat {\textbf {H}}}_{r}} (qui commutent de façon évidente). Par suite les niveaux d'énergie correspondants doivent a priori dépendre du nombre quantique {\displaystyle \ell }, mais pas de m, du fait de l'absence de direction privilégiée de l'espace : chaque niveau d'énergie sera donc (au moins) {\displaystyle 2\ell +1} dégénéré ,.
Les états propres communs des opérateurs {\displaystyle {\widehat {\textbf {L}}}^{2}} et {\displaystyle {\widehat {\textbf {L}}}_{z}} sont les harmoniques sphériques {\displaystyle Y_{l,m}(\theta ,\phi )}, qui constituent la partie angulaire de la fonction d'onde qui peut se mettre sous la forme: {\displaystyle \psi \left(r,\theta ,\phi \right)=R_{n,\ell }(r)Y_{l,m}(\theta ,\phi )}, avec {\displaystyle R_{n,\ell }(r)} fonction d'onde radiale (n nombre quantique ad hoc pour l'énergie, en général réel) solution de l'équation à une dimension obtenue en substituant cette expression dans (7) :
{\displaystyle \left[-{\frac {\hbar ^{2}}{2\mu r}}{\frac {\mathrm {d} ^{2}}{\mathrm {d} r^{2}}}(r.)+\left(V(r)+{\frac {\hbar ^{2}\ell (\ell +1)}{2\mu r^{2}}}-E_{n\ell }\right)\right]R_{n,\ell }(r)=0}, (8).
Comme la fonction d'onde {\displaystyle \psi _{n,\ell ,m}(r,\theta ,\phi )} doit être normalisée à l'unité, et que par construction les harmoniques sphériques le sont ({\displaystyle \int _{0}^{2\pi }\!\!\!\int _{0}^{\pi }\left|Y_{l,m}(\theta ,\phi )\right|^{2}\sin {\theta }\mathrm {d} \theta \mathrm {d} \phi =1}), la condition de normalisation de la fonction radiale se met sous la forme :
{\displaystyle \int _{0}^{+\infty }\!\left|R_{n,\ell }(r)\right|^{2}r^{2}\mathrm {d} r=1}, (8bis).
La forme de cette condition de normalisation suggère de procéder au changement de fonction {\displaystyle R_{n\ell }(r)={\frac {u_{n,\ell }(r)}{r}}}, ce qui donne dans l'équation radiale (8) : 
{\displaystyle -{\frac {\hbar ^{2}}{2\mu r}}{\frac {\mathrm {d} ^{2}}{\mathrm {d} r^{2}}}(u_{n,\ell })+{\frac {1}{r}}\left(U_{\mathrm {eff} }(r)-E_{n\ell }\right)u_{n,\ell }(r)=0}, 

la condition de normalisation (8bis) devenant {\displaystyle \int _{0}^{+\infty }\!\left|u_{n,\ell }(r)\right|^{2}\mathrm {d} r=1}, (8ter),
identique à celle d'une fonction d'onde unidimensionnelle {\displaystyle u_{n,\ell }(r)} nulle pour r<0, finalement l'équation radiale s'écrit :
{\displaystyle \left[-{\frac {\hbar ^{2}}{2\mu }}{\frac {\mathrm {d} ^{2}}{\mathrm {d} r^{2}}}+\left(U_{\mathrm {eff} }(r)-E_{n\ell }\right)\right]u_{n,\ell }(r)=0}, (9),
avec {\displaystyle U_{\mathrm {eff} }(r)=V(r)+{\frac {\hbar ^{2}\ell (\ell +1)}{2\mu r^{2}}}}, (10), potentiel effectif.
La forme de l'équation (9) et de la condition de normalisation associée est celle d'une équation de Schrödinger stationnaire unidimensionnelle selon r>0 d'une particule de masse μ se déplaçant dans le potentiel Ueff(r).
Ainsi, et comme en mécanique classique, le problème se ramène à un mouvement unidimensionnel de la particule de fonction d'onde {\displaystyle u_{n,\ell }(r)=rR_{n,\ell }(r)} dans un potentiel effectif, le terme en {\displaystyle {\frac {\hbar ^{2}\ell (\ell +1)}{2\mu r^{2}}}} correspondant à une barrière centrifuge (le mouvement de la particule fictive est bien sûr restreint au domaine r>0). La question de la régularité à l'origine des solutions de l'équation (9) (ou (8)) se pose cependant : en effet, l'expression (6bis) du Laplacien n'est pas définie pour r = 0, car l'usage des coordonnées sphériques privilégie l'origine des coordonnées. Physiquement, les seules solutions acceptables seront celles qui sont régulière à l'origine, ainsi qu'à l'infini, ce qui conduit le plus souvent à imposer des restrictions sur le nombre quantique n, donc à des états propres quantifiés.

## Comportement asymptotique des solutions de l'équation radiale
La fonction radiale doit avoir tant à l'origine qu'à l'infini un comportement suffisamment régulier pour pouvoir être de carré sommable et donc être normalisable, au moins au sens des distributions, sans quoi elle serait dépourvue de sens physique. Par suite, toutes les solutions mathématiques de (8) (ou (9)) ne sont pas acceptables, et seules celles ayant un comportement asymptotique régulier seront acceptables.

### Comportement à l'origine
À l'origine le comportement de la fonction radiale doit être de la forme {\displaystyle R_{n,\ell }(r){\underset {r\rightarrow 0^{+}}{\sim }}Cr^{s}} avec pour que la fonction puisse être physiquement acceptable, donc régulière à l'origine, s≥0. Si le potentiel V(r) est régulier à l'origine, ou du moins ne diverge pas en ce point plus rapidement que le terme de barrière centrifuge , ce dernier est alors dominant dans le potentiel effectif Ueff(r) et en remplaçant par cette forme de {\displaystyle R_{n,\ell }(r)} dans l'équation (8), il vient (compte tenu de {\displaystyle \lim _{r\to 0^{+}}E_{n,\ell }r^{s}=0}) :
{\displaystyle {\frac {C\hbar ^{2}}{2\mu }}\left[-s(s+1)+\ell (\ell +1)\right]r^{s-2}=0},
ce qui implique la condition sur s :
{\displaystyle {\begin{cases}s=\ell {\text{ , }}\\s=-(\ell +1)\end{cases}}},
la seconde possibilité est exclue pour que la fonction radiale soit régulière, par suite au voisinage de l'origine la fonction d'onde radiale  est de la forme {\displaystyle R_{n,\ell }(r){\underset {r\rightarrow 0^{+}}{\sim }}Cr^{\ell }}, ou de façon équivalente {\displaystyle u_{n,\ell }(r){\underset {r\rightarrow 0^{+}}{\sim }}Cr^{\ell +1}}.

### Comportement à l'infini
Deux cas sont à distinguer a priori : celui où le potentiel V(r) tend vers 0 à l'infini, ou celui où il diverge à l'infini (cas de l'oscillateur harmonique spatial par exemple). Dans ce dernier cas la fonction d'onde radiale s'annulera (exponentiellement) en l'infini, puisque la probabilité de présence de la particule doit devenir nulle. Par suite, la question du comportement régulier ou non de {\displaystyle u_{n,\ell }(r)=rR_{n,\ell }(r)} ne se pose que dans le cas où {\displaystyle \lim _{r\to +\infty }V(r)=0}.
Dans une telle situation l'équation (9) se réduit à grande distance à :
{\displaystyle {\frac {d^{2}u_{n,\ell }}{dr^{2}}}=-{\frac {2\mu E_{n,\ell }}{\hbar ^{2}}}u_{n,\ell }(r)},
dont la solution générale est de la forme :
{\displaystyle {\begin{cases}u_{n,\ell }(r)=u_{k}(r)\sim Ae^{ikr}+Be^{-ikr}{\text{  , avec }}k\equiv {\frac {\sqrt {2\mu E}}{\hbar }}{\text{  , si }}E=E_{n,\ell }>0{\text{  , }}\\u_{n,\ell }(r)\sim Ae^{-\kappa r}{\text{ , avec }}\kappa \equiv {\frac {\sqrt {2\mu |E|}}{\hbar }}{\text{  , si }}E=E_{n,\ell }<0{\text{  . }}\end{cases}}}
Cependant, et contrairement au cas "strictement" libre, il est nécessaire de tenir compte de la dépendance en r des amplitudes des termes exponentiels, et ainsi à grande distance la fonction d'onde radiale est de la forme  :
{\displaystyle u_{k}(r)\sim f(r)e^{\pm ikr}{\text{  , si }}E>0{\text{ , }}u_{n,\ell }(r)\sim g(r)e^{-\kappa r}{\text{ , si }}E<0{\text{ ,}}},
les fonctions f(r) et g(r) variant lentement selon r, c'est-à-dire que |f’’(r)| << |k f’(r)|, idem pour g’’(r).
Par substitution dans l'équation (9), le terme de barrière centrifuge étant négligé, et en tenant compte de {\displaystyle E={\tfrac {\hbar ^{2}k^{2}}{2\mu }}} il vient dans le cas E>0 l'équation suivante pour f(r):
{\displaystyle {\frac {\hbar ^{2}}{2\mu }}\left(f''(r)\pm 2ikf'(r)\right)=V(r)f(r)}, (10),
et de même dans le cas E<0 l'équation relative à g(r) s'écrit :
{\displaystyle {\frac {\hbar ^{2}}{2\mu }}\left(g''(r)-2\kappa g'(r)\right)=V(r)g(r)}, (11).
Dans la mesure où f(r) et g(r) varient lentement avec r les équations (10) et (11) il est possible de négliger la valeur de la dérivée seconde devant celle de la dérivée première et les équations précédentes se ramènent à : 
{\displaystyle f'(r)\approx {\frac {df}{dr}}=\pm i{\frac {\mu }{\hbar ^{2}k}}V(r)f(r)}, (12),
et:
{\displaystyle g'(r)\approx {\frac {dg}{dr}}=-{\frac {\mu }{\hbar ^{2}\kappa }}V(r)g(r)}, (12),
qui sont toutes deux des équations à variables séparables, de solutions générales :
{\displaystyle f(r)=f(r_{0})\exp {\left(\pm i{\frac {\mu }{\hbar ^{2}k}}\int _{r_{0}}^{r}V(r')\mathrm {d} r'\right)}}, (13),
et
{\displaystyle g(r)=g(r_{0})\exp {\left(-{\frac {\mu }{\hbar ^{2}\kappa }}\int _{r_{0}}^{r}V(r')\mathrm {d} r'\right)}}, (14),
r0 étant une constante.
Les solutions de l'équation de Schrödinger radiale auront un comportement régulier en l'infini si {\displaystyle \int _{r_{0}}^{r}V(r')\mathrm {d} r'} converge en l'infini. Si le potentiel s'annule en l'infini plus rapidement qu'en {\displaystyle 1/r}, i.e est tel que {\displaystyle \lim _{r\to +\infty }rV(r)=0}, l'intégrale converge et se réduit à une constante dans la même limite. Dans ce cas f(r) et g(r) tendent vers une constante et le comportement asymptotique de {\displaystyle u_{n,\ell }(r)} correspond à la forme générale des solutions données plus haut.
Le cas du potentiel Coulombien en 1/r requiert une analyse plus poussée.